# Pholidoptera ganevi
Pholidoptera ganevi är en insektsart som beskrevs av Carl Otto Harz 1986. Pholidoptera ganevi ingår i släktet Pholidoptera och familjen vårtbitare. Inga underarter finns listade i Catalogue of Life.